# Kleines Liebesgras
Das Kleine Liebesgras (Eragrostis minor) ist eine Pflanzenart aus der Gattung Liebesgräser (Eragrostis) innerhalb der Familie der Süßgräser (Poaceae). Dieses kleine Gras ist in Mitteleuropa neophytisch in wärmeliebenden, ruderalen Trittpflanzengesellschaften vor allem in Städten verbreitet.

## Beschreibung

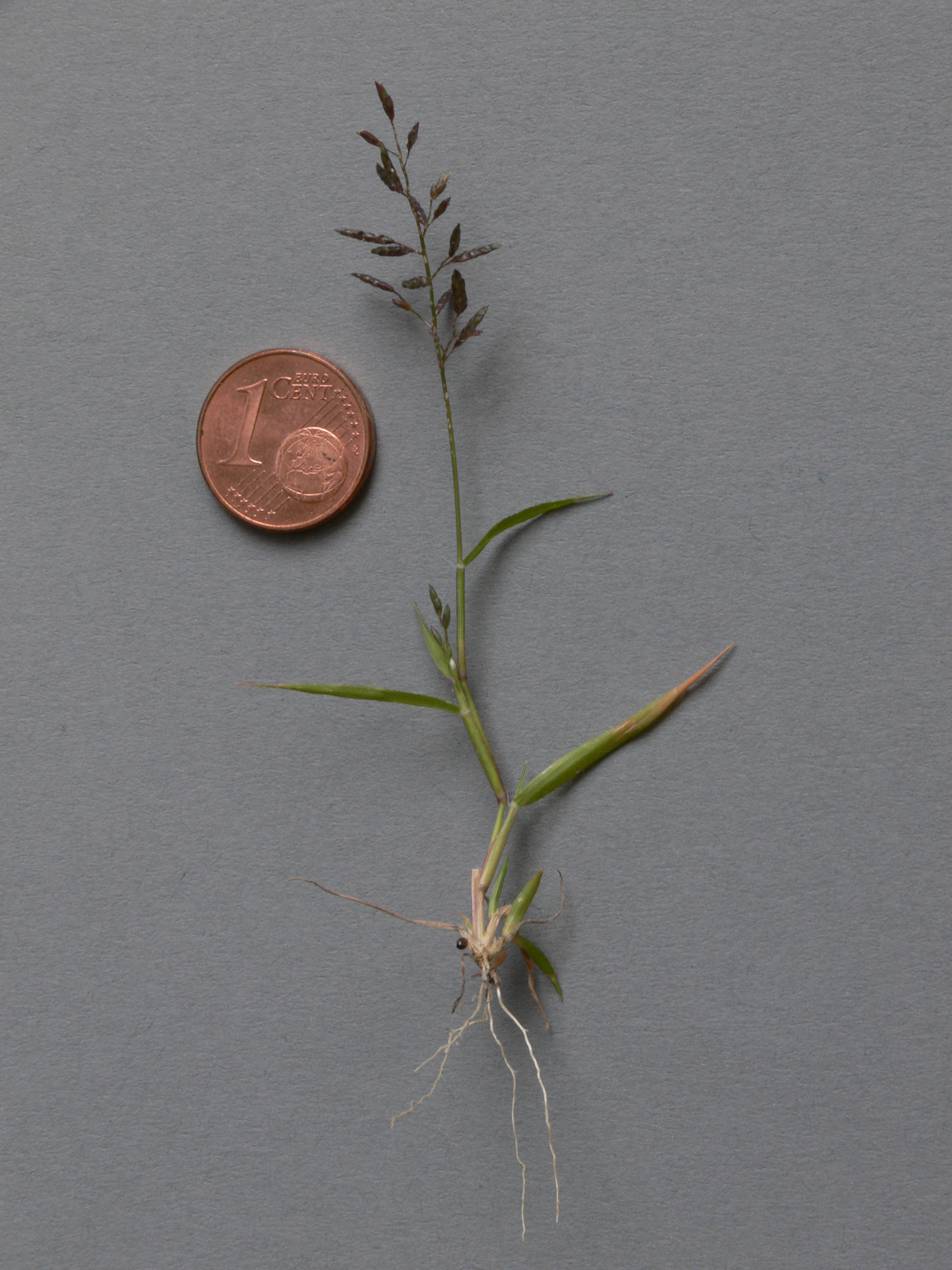
Kleines Liebesgras (Eragrostis minor)

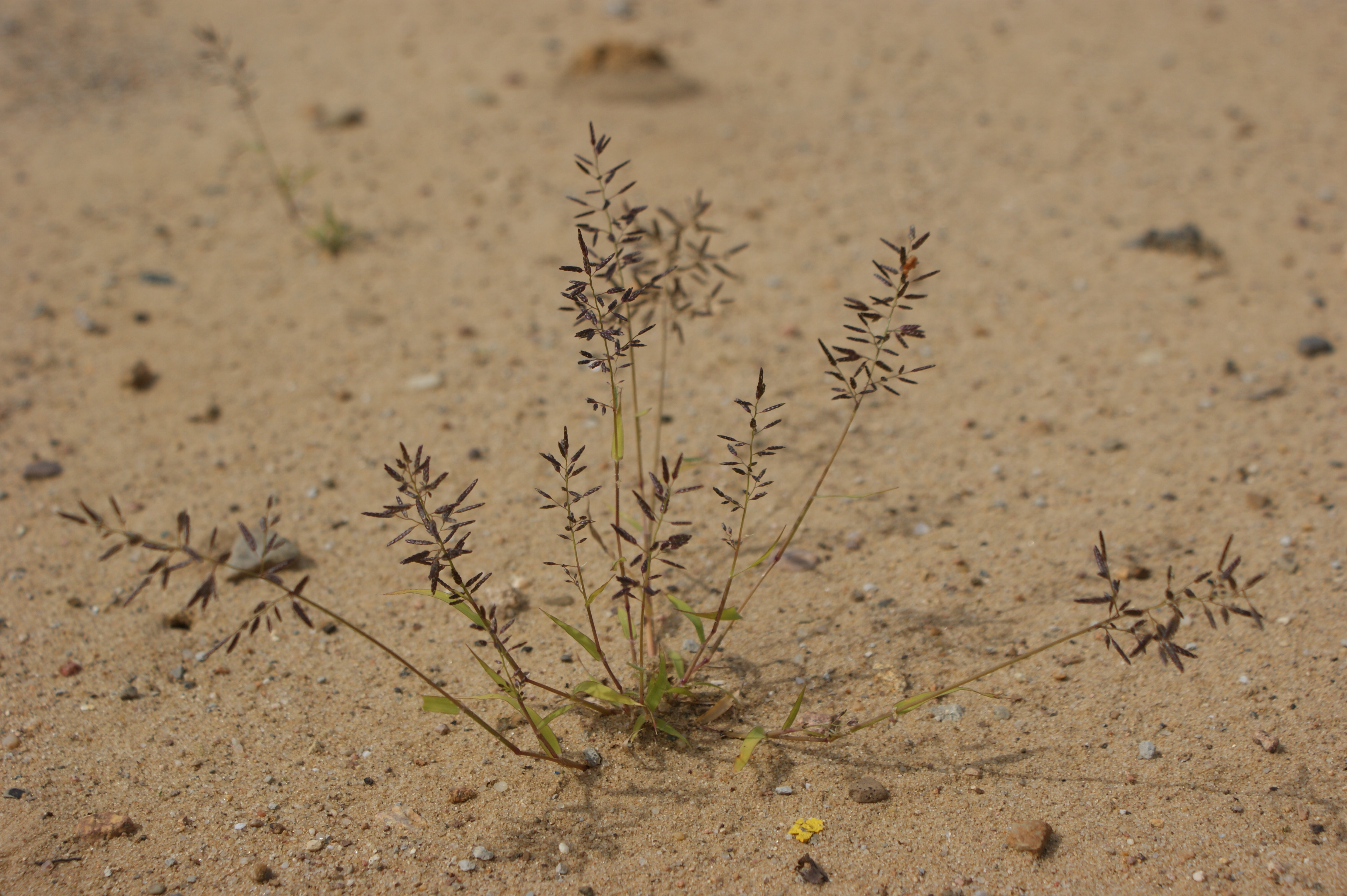
Habitus

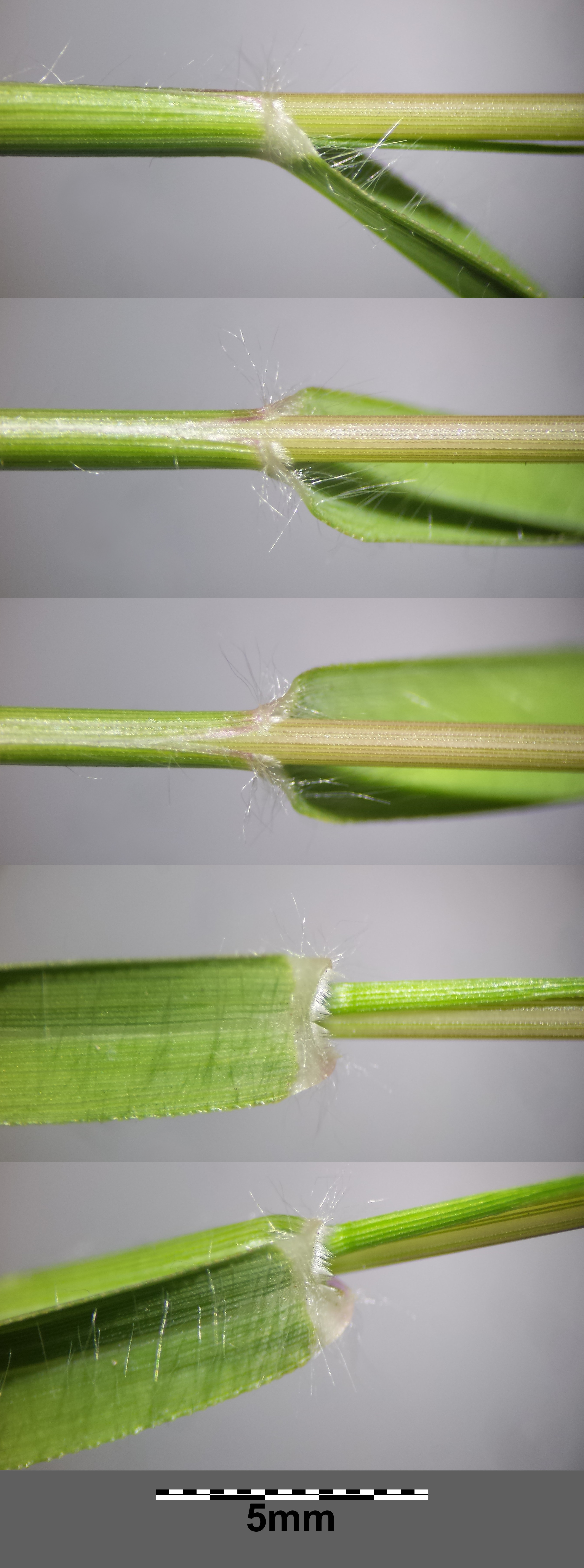
Stängel mit Laubblatt, Blattscheide und Blatthäutchen. Die Blattscheiden sind locker abstehend behaart.

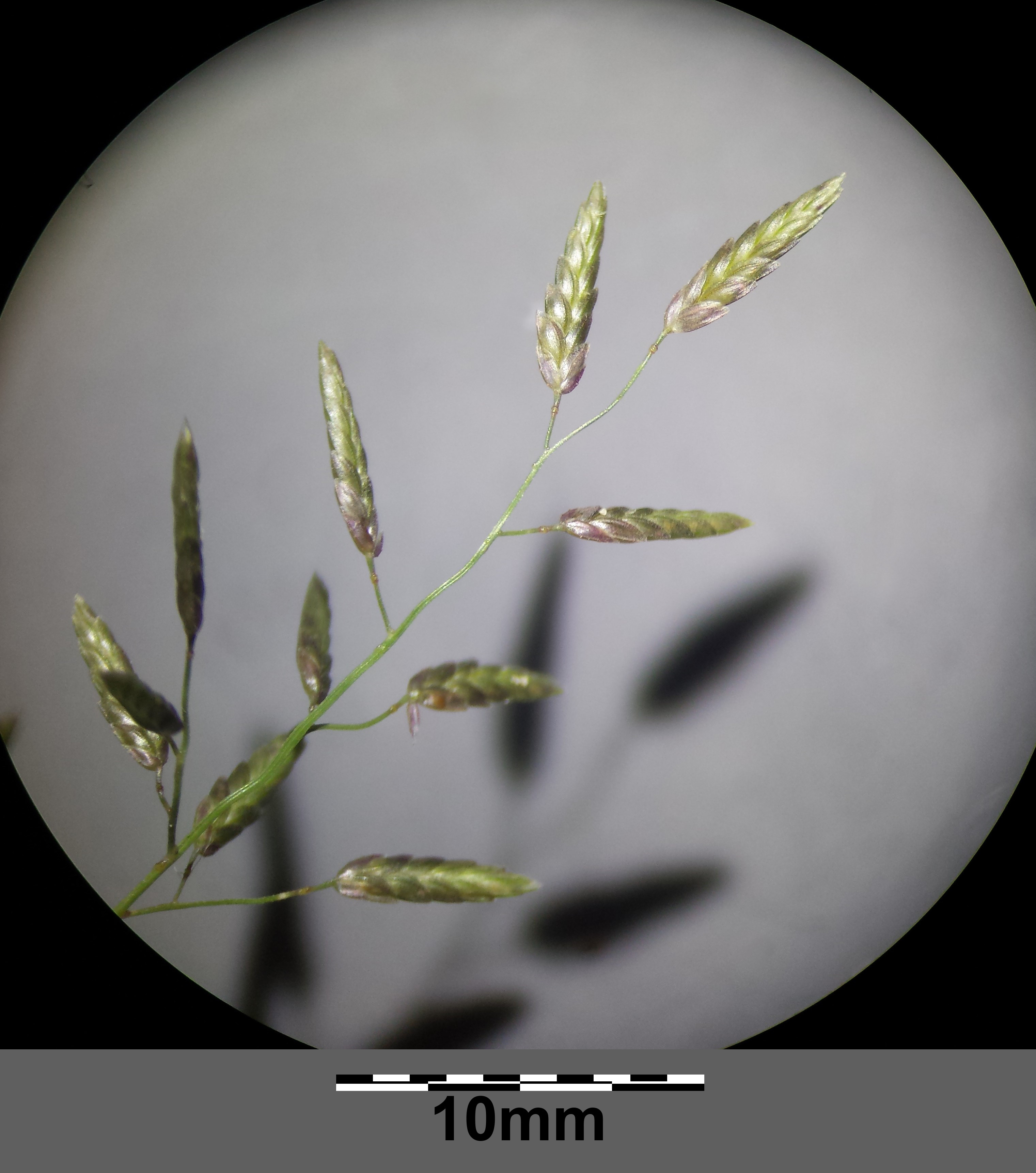
Blütenstand (Ausschnitt) mit Ährchen

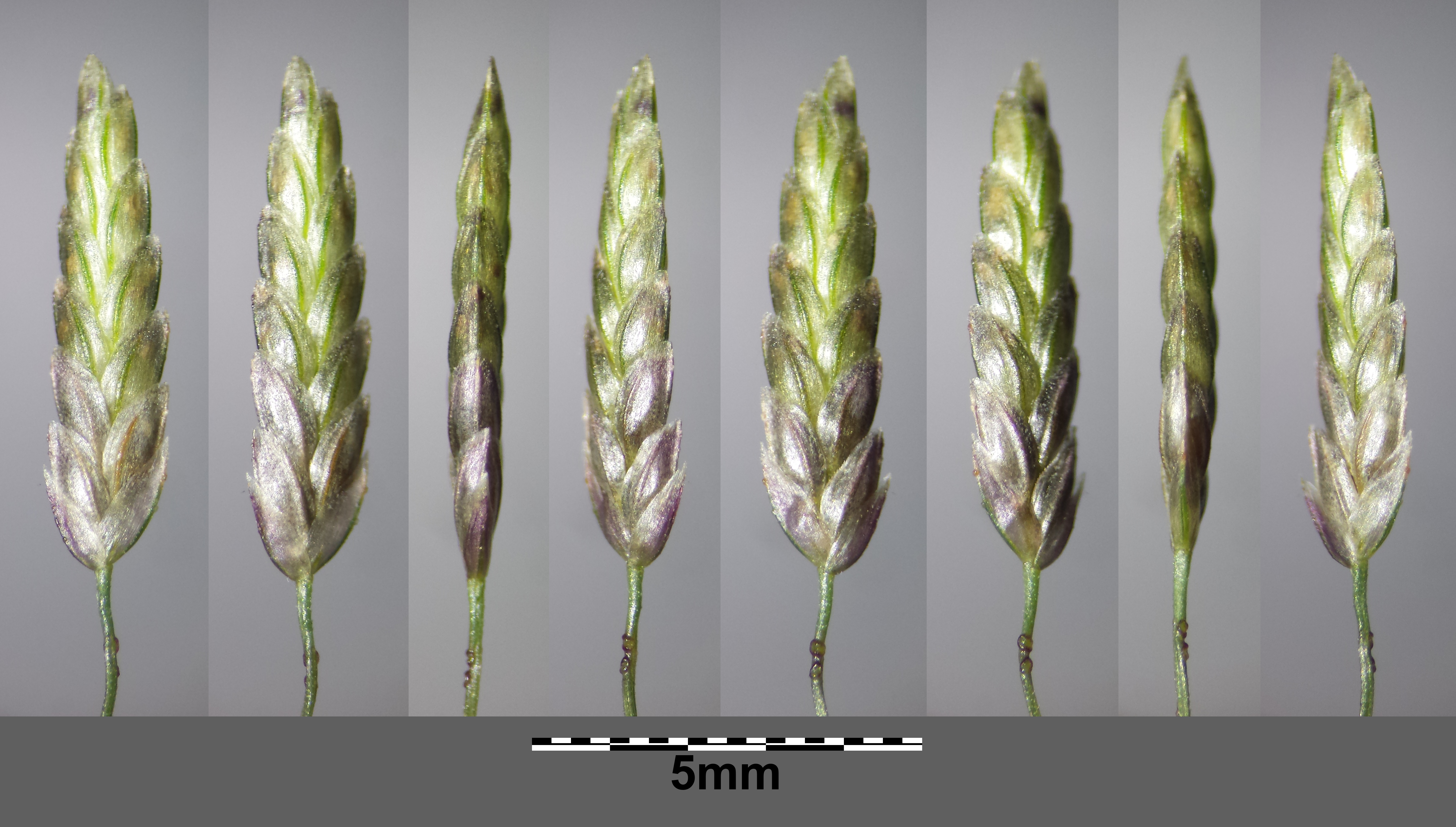
Ährchen

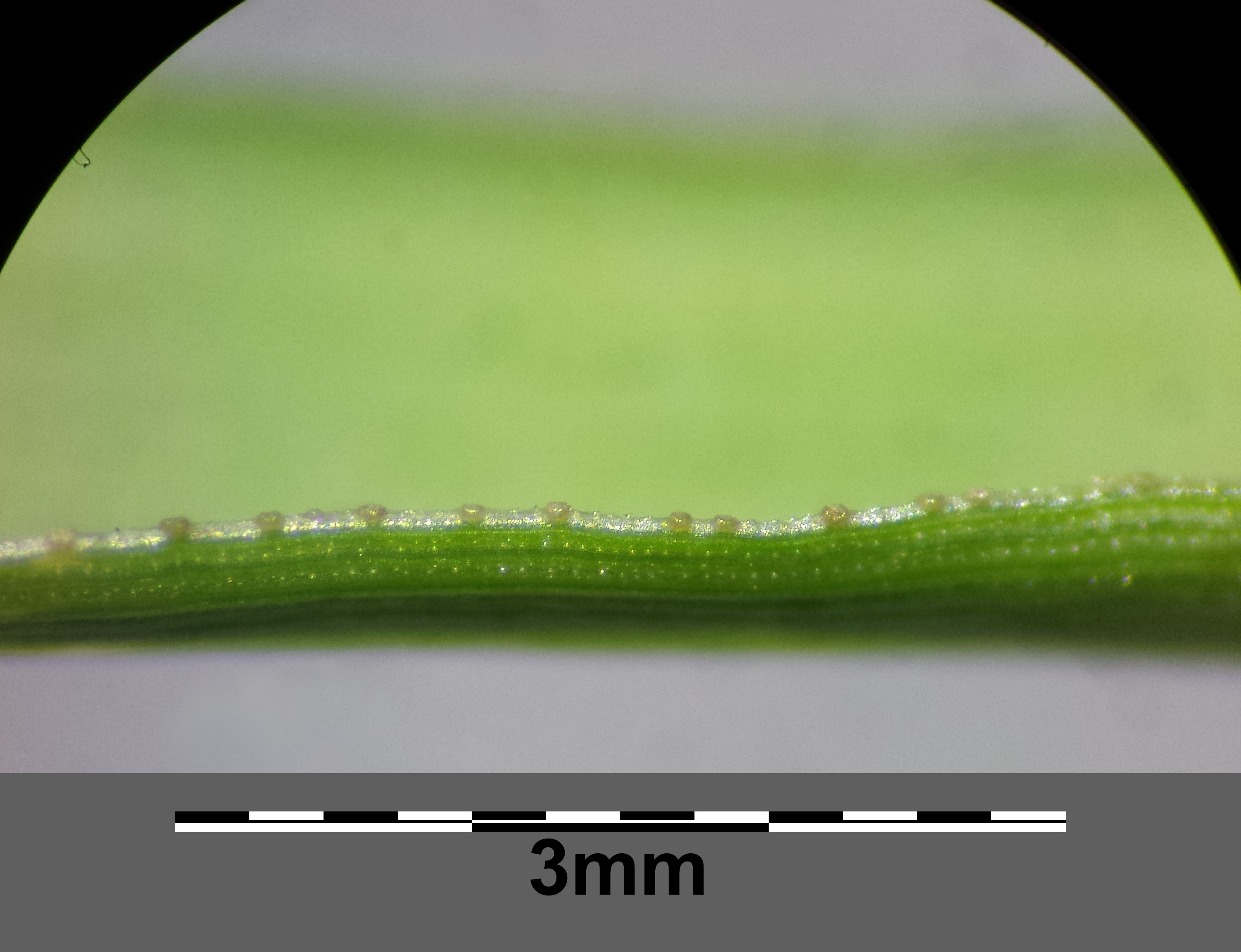
Die Laubblätter sind am Rand mit knotenförmigen Drüsen besetzt.

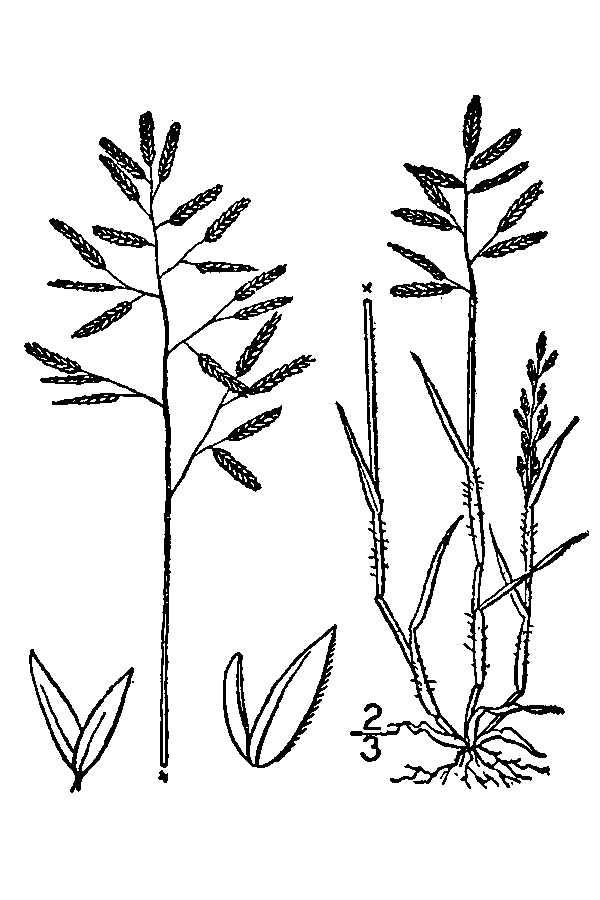
Illustration

### Vegetative Merkmale
Das Kleine Liebesgras wächst als büschelig ausgebreitete bis aufrechte, einjährige krautige Pflanze und erreicht Wuchshöhen von 5 (bis 30) cm. Der Halm besitzt drei bis vier Knoten (Nodien), weist eine Länge von (5 bis) 15 bis 50 (bis 80) cm und einen Durchmesser von 1 bis 2 mm auf. Die Blattspreite weist eine Länge von 3 bis 12 cm und eine Breite von 1 bis 5 mm auf. Die Blattscheiden sind behaart. Die Blattränder sind spärlich knotig kurzdrüsig. Charakteristisch ist die 1 bis 2 mm lange Bewimperung am Blattgrund. Die Blatthäutchen (Ligulae) sind als Haarsaum ausgebildet.

### Generative Merkmale
Dieses Rispengras bildet einen 4 bis 20 cm langen, rispigen Blütenstand mit dicht ausgebreiteten, spiralig angeordneten Ästen. Die unteren Äste stehen starr ab. Sie sind am Grunde kahl oder höchstens 1 mm lang behaart. Die 8- bis 20-blütigen Ährchen sind 5 bis 8 mm lang, länglich-lineal und stark abgeflacht. Die zwei oder drei Staubblätter besitzen 0,2 bis 0,3 mm lange Staubbeutel.
Die längliche Karyopse ist 0,7 bis 0,8 mm lang und dunkelbraun.
Die Chromosomenzahl beträgt 2n = 40.

## Vorkommen
Das Kleine Liebesgras war ursprünglich mediterran und in Asien verbreitet und ist fast weltweit ein Neophyt. In Europa kommt es in fast allen Ländern vor und fehlt nur in Irland, Island und Nordmazedonien.
Es steigt in Graubünden  bis 1000 Meter, im Kanton Wallis bis 1160 Meter Meereshöhe auf.
In Deutschland wurde es Ende des 18. Jahrhunderts eingeschleppt. Erste Fundorte an Bahnhöfen legen eine Verbreitung mit Bahnverkehr ab etwa 1870 nahe. Von dort aus breitete sich das Kleine Liebesgras rasch aus und ist heute als Neophyt eingebürgert.
Es gedeiht auf Bahnschotter, auf Wegen, im Straßenpflaster, in Äckern, Gärten und Weinbergen auf besonnten, trockenen, mäßig sauren, sandigen bis kiesigen Böden warmer Lagen. Pflanzensoziologisch ist es in Trittgesellschaften verbreitet. Es ist eine Charakterart des Digitario-Eragrostietum aus dem Verband Eragrostion. Es siedelt auch in Pflanzengesellschaften der annuellen Ruderal- und in Ackerunkrautfluren, Ordnung Sisymbrietalia oder Verband Polygonion avicularis.
Die ökologischen Zeigerwerte nach Landolt et al. 2010 sind in der Schweiz: Feuchtezahl F = 1+ (trocken), Lichtzahl L = 4 (hell), Reaktionszahl R = 3 (schwach sauer bis neutral), Temperaturzahl T = 4+ (warm-kollin), Nährstoffzahl N = 3 (mäßig nährstoffarm bis mäßig nährstoffreich), Kontinentalitätszahl K = 4 (subkontinental).

## Taxonomie und Systematik
Die Erstveröffentlichung dieser Art erfolgte 1753 durch Carl von Linné in Species Plantarum unter dem Basionym Poa eragrostis L. Das diesen Namen ersetzende nomen novum Eragrostis minor wurde 1809 von Nikolaus Thomas Host veröffentlicht. Weitere Synonyme für Eragrostis minor Host sind: Eragrostis poaeoides P.Beauv. ex Roem. & Schult. und Eragrostis suaveolens A.K.Becker ex Claus.
Man kann folgende Unterarten unterscheiden:
- Eragrostis minor subsp. angusta H. Scholz & Raus: Sie kommt in Griechenland vor.[3]
- Eragrostis minor subsp. minor
- Eragrostis minor subsp. roborovskii (Tzvelev) H. Scholz: Sie kommt in Griechenland vor.[3]